# Język roon
Język roon (a. ron) – język austronezyjski używany w Papui Zachodniej w Indonezji, na wyspie Roon. Według danych z 1993 r. mówi nim 1100 osób.
Społeczność etniczna Roon zamieszkuje miejscowości Yende, Niab, Inday, Sariay, Syabes i Mena (dystrykt Roon, kabupaten Teluk Wondama).
Rodzimy system liczbowy roon (piątkowo-dwudziestkowy) został praktycznie wyparty przez system dziesiętny (prawdopodobnie wykształcony pod wpływem języka biak).